# Кізюн Петро Кіндратович
Кізю́н Петро́ Кіндра́тович (нар. 4 жовтня 1917 — 18 березня 1979) — радянський військовий льотчик часів Другої світової війни, помічник командира 525-го штурмового авіаційного полку з повітряно-стрілецької служби (227-а штурмова авіаційна дивізія, 8-й штурмовий авіаційний корпус, 8-а повітряна армія, 4-й Український фронт), майор. Герой Радянського Союзу (1945).